# Arno Herzig
Arno Herzig (né le 19 juin 1937 à Albendorf, arrondissement de Glatz, province de Basse-Silésie) est un historien allemand spécialisé dans la période moderne.

## Biographie
Arno Herzig passe son enfance à Grafenort dans le comté de Glatz. Lui et sa famille en sont expulsés en 1946. Après avoir obtenu son diplôme du lycée Josephinum d'Hildesheim (de), il étudie l'histoire, l'allemand et la géographie à l'université Jules-Maximilien de Wurtzbourg. Là, il obtient son doctorat en 1966 avec une thèse sur la commanderie de l'Ordre teutonique de Wurtzbourg. Il obtient son habilitation en 1973 et enseigne l'histoire moderne au Séminaire d'histoire (de) de l'Université de Hambourg de 1979 jusqu'à sa retraite en 2002.
Herzig a de nombreux projets de recherche et publications, notamment sur l'histoire de la Réforme et de la confessionnalisation et l'histoire de la Silésie. Il introduit le concept de recatholisation (de), basé sur la confessionnalisation, dans les premières recherches modernes.
Son intérêt pour la Silésie donne lieu, à l'occasion de son 70e anniversaire, à un ouvrage commémoratif écrit uniquement par des auteurs polonais. Cela n'a encore jamais été le cas pour un historien allemand. Herzig est membre correspondant de la Commission historique de Westphalie depuis 2002, membre de la Commission historique de Silésie (de) et du groupe de travail Leo-Baeck. En 2010, Herzig reçoit le Prix de la culture silésienne de l'État de Basse-Saxe (de), notamment pour ses essais et monographies sur l'histoire de la Silésie. En 2008, il présente un portrait de Gabriel Riesser.
Burghart Schmidt est l'un de ses élèves.

## Publications
Monographies
- Judentum und Emanzipation in Westfalen. Aschendorff, Münster, 1973,  (ISBN 3-402-05874-X).
- Der Allgemeine Deutsche Arbeiter-Verein in der deutschen Sozialdemokratie. Dargestellt an der Biographie des Funktionärs Carl Wilhelm Tölcke (1817–1893). Colloquium, Berlin, 1979,  (ISBN 3-7678-0465-4).
- Abraham Jacobi. Die Entwicklung zum sozialistischen und revolutionären Demokraten. Briefe, Dokumente, Presseartikel (1848–1853). Mindener Geschichtsverein, Minden, 1980.
- „In unsern Herzen glüht der Freiheit Schein“. Die Entstehungsphase der bürgerlichen und sozialen Demokratie in Minden (1848–1878). Mindener Geschichtsverein, Minden, 1981.
- mit Rainer Sachs: Der Breslauer Gesellenaufstand von 1793. Die Aufzeichnungen des Schneidermeisters Johann Gottlieb Klose. Darstellung und Dokumentation. Schwartz, Göttingen, 1987,  (ISBN 3-509-01398-0).
- Unterschichtenprotest in Deutschland 1790–1870. Vandenhoeck & Ruprecht, Göttingen, 1988,  (ISBN 3-525-33543-1) (japanische Übersetzung: Hisashi Yano, Tokio 1993).
- Reformatorische Bewegungen und Konfessionalisierung. Die habsburgische Rekatholisierungspolitik in der Grafschaft Glatz. Dölling und Galitz, Hambourg, 1996,  (ISBN 3-930802-22-8).
- Jüdische Geschichte in Deutschland. Von den Anfängen bis zur Gegenwart. C. H. Beck, Munich, 1997; 2., durchgesehene und aktualisierte Auflage ebenda 2002,  (ISBN 3-406-47637-6).
- Beiträge zur Sozial- und Kulturgeschichte Schlesiens und der Grafschaft Glatz. Gesammelte Aufsätze zum 60. Geburtstag. Forschungsstelle Ostmitteleuropa, Dortmund, 1997,  (ISBN 3-923293-56-9).
- Der Zwang zum wahren Glauben. Rekatholisierung vom 16. bis zum 18. Jahrhundert. Vandenhoeck & Ruprecht, Göttingen 2000,  (ISBN 3-525-01384-1).
- Konfession und Heilsgewissheit. Schlesien und die Grafschaft Glatz in der frühen Neuzeit. Verlag für Regionalgeschichte, Bielefeld, 2002,  (ISBN 3-89534-459-1).
- als Bearbeiter: Jüdische Quellen zur Reform und Akkulturation der Juden in Westfalen. Aschendorff, Münster, 2005,  (ISBN 3-402-05762-X).
- Gabriel Riesser. Ellert & Richter, Hambourg, 2008,  (ISBN 978-3-8319-0311-5).
- Schlesien. Das Land und seine Geschichte in Bildern, Texten und Dokumenten. Ellert & Richter, Hambourg, 2008,  (ISBN 978-3-8319-0282-8).
- Geschichte Schlesiens. Vom Mittelalter bis zur Gegenwart. C. H. Beck, München 2015,  (ISBN 978-3-406-67665-9).

Rédactions
- Glaciographia Nova. Festschrift für Dieter Pohl (de) [zu seinem 70. Geburtstag]. Dobu, Hambourg, 2004,  (ISBN 3-934632-05-X).
- Schlesische Lebensbilder. Volume 8: Schlesier des 14. bis 20. Jahrhunderts. Degener, Insingen, 2004,  (ISBN 3-7686-3501-5).